# The Calm Before
"The Calm Before" é o décimo quinto episódio da nona temporada da série de televisão de terror e drama pós-apocalíptico The Walking Dead. Esse episódio é marcado pelo massacre das estacas, onde dez sobreviventes são mortos por Alpha.
Foi exibida originalmente na AMC em 24 de março de 2019, nos Estados Unidos, e pela Fox Brasil. O episódio foi dirigido por Laura Belsey e escrita por Geraldine Inoa e Channing Powell.
O episódio marca a última aparição dos personagens principais Tara, Enid e Henry, interpretados por Alanna Masterson, Katelyn Nacon e Matt Lintz, respectivamente, uma vez que eles são vítimas do massacre das estacas. Outros sete personagens secundários também deixam a trama neste episódio.

## Enredo
Em um flashback, um homem e uma mulher chamados Miles (Brian Sheppard) e Hilde (Caroline Duncan) encontram Hilltop e se integram à comunidade. Anos depois, eles fazem artesanato e embarcam em uma carruagem para a feira do Reino. Na floresta, eles caem em uma emboscada e são mortos por Alpha (Samantha Morton), que passa a escalpelar o corpo da mulher. No Reino, Ezequiel (Khary Payton) se dirige à multidão e declara que finalmente alcançaram os sonhos de Rick (Andrew Lincoln), Carl (Chandler Riggs) e Jesus (Tom Payne) de reunir as comunidades. Enquanto todos comemoram, Daryl (Norman Reedus), Michonne (Danai Gurira) e o comboio chegam. Carol (Melissa McBride) repreende Henry (Matt Lintz) por fugir, enquanto Michonne cumprimenta Ezekiel, que fica chocado ao vê-la. Carol e Ezekiel ficam maravilhados com o quanto Judith (Cailey Fleming) cresceu, enquanto Tara (Alanna Masterson) vê Lydia (Cassady McClincy) no grupo. Tara então diz para Daryl que o plano era trazer apenas Henry.
Dentro do teatro, Michonne reúne os líderes e diz a eles que finalmente Alexandria está preparada para ajudar. Gabriel (Seth Gilliam) anuncia que Alexandria está disposta a conceder asilo a Lydia, mas Tara avisa que se Alpha retaliar será contra Hilltop. Michonne lembra que nenhum deles era confiável quando foram apresentados ao grupo de Rick, enquanto Rachel (Avianna Mynhier) argumenta que Oceanside cogitou matar Tara quando ela descobriu a comunidade. Tara é convencida pelos outros líderes e cede, concordando em deixar Lydia conviver entre eles. Todos concordam em enviar algumas pessoas para Hilltop para se proteger contra possíveis ataques dos sussurradores, com Michonne decidindo restabelecer a carta de união, de modo que, um ataque contra Hilltop, seria como um ataque contra todas as outras comunidades. Ezequiel recupera a carta original e Tara e Michonne finalmente fazem as pazes. Todos os líderes assinam a carta, e Michonne diz a Gabriel que ele deveria assinar por Alexandria como chefe do conselho.
Na feira, o povo troca mercadorias, aprende lições de sobrevivência, jogam jogos diversos e se divertem. Henry apresenta as dependências do Reino para Lydia, e Ezequiel diz que espera vê-los no filme à noite. Luke (Dan Fogler) tenta convencer Alden (Callan McAuliffe) a se apresentar com ele, enquanto Enid (Katelyn Nacon) acidentalmente chama Alden de namorado. Kelly (Angel Theory) diz a Connie (Lauren Ridloff) que está chateada por ela ter saído sem se despedir e Connie pede desculpas, mas diz que teve que proteger o bebê abandonado pelos Sussurradores. Michonne informa Siddiq (Avi Nash) que ela partirá para Hilltop com o primeiro grupo e ele diz que tem algumas novidades para contar quando todos voltarem de Hilltop. Adeline (Kelley Mack) pede desculpas a Henry por denunciá-lo, mas ele a perdoa. Gage (Jackson Pace) e Rodney (Joe Ando Hirsh) se apresentam para Lydia e dizem a ela que Adeline gosta de Henry, deixando-a desconfortável. Enquanto isso, Daryl, Carol, Michonne, Magna (Nadia Hilker) e outros deixam o Reino para ir a Hilltop deixar alguns soldados em caso de um possível ataque dos Sussurradores. Na floresta, eles encontram Ozzy (Angus Sampson), Alek (Jason Kirkpatrick) e D.J. (Matt Mangum) e uma charrete de Hilltop tombada. Carol, Daryl, Michonne e Yumiko (Eleanor Matsuura) decidem rastrear qualquer possível sobrevivente, enquanto Magna e o resto vão para Hilltop e Ozzy, Alek e D.J. patrulham os arredores do Reino. À noite, Daryl e o grupo são atacados por caminhantes. Eles os matam um por um até os sussurradores os cercarem. Beta (Ryan Hurst) surge das árvores e diz para eles largarem suas armas, afirmando a Daryl que eles só deviam ter devolvido Lydia. Em um flashback, daquele mesmo dia em um horário mais cedo, vemos Alpha andando disfarçada na feira, vestindo as roupas de Hilde. Enquanto isso, Eugene (Josh McDermitt) diz a Rosita (Christian Serratos) que ele está construindo um rádio para facilitar a comunicação entre as comunidades. Rosita diz a ele que, apesar da gravidez, as coisas não precisam mudar entre eles, pois ainda são amigos. Em outro lugar, Henry garante a Lydia que ele gosta dela. Eles se beijam e ele sai para checar os canos, pedindo que ela guarde um lugar para ele no cinema. Ezequiel se apresenta a Alpha disfarçada. Ela se apresenta como Deborah, uma mulher de Alexandria, e pede que ele mostre o Reino para ela. Mais tarde, no cinema, Lydia se preocupa por Henry ainda não ter voltado. De repente, Alpha se senta ao lado dela e diz calmamente para ela não falar nada.
Mais tarde naquela noite, Alpha se aproxima de Daryl e do grupo amarrado a uma árvore. Ela diz a eles que teve problemas na estrada enquanto limpa a faca ensanguentada em suas calças. Michonne avisa que, se tentar recuperar Lydia, eles responderão em vigor, mas Alpha garante que Lydia não é mais sua preocupação. Ela pega uma espingarda e diz a Daryl para sair com ela. Ao amanhecer, Alpha leva Daryl ao topo de um penhasco, onde uma horda imensa de caminhantes caminha por baixo deles, guiados pelos sussurradores. Alpha diz que as comunidades são uma piada e que seu estilo de vida é melhor para seu povo. Ela então diz a ele que seus amigos no acampamento estão bem, mas na próxima vez que o povo dele atravessar o território dela, ela levará a horda até eles. Ela esclarece que marcou a fronteira e Daryl pergunta se ela matou Lydia. Em outro flashback, voltando ao início da noite, Alpha confronta Lydia sobre ser uma traidora, mas ela diz que aquele modo de vida melhor é melhor. Ela então ameaça gritar se Alpha não for embora e Alpha diz que Lydia nunca foi um deles. Lydia chora quando Alpha sai. De volta ao presente, Alpha diz a Daryl que ela não matou Lydia e duvida que ele possa protegê-la. Ele diz a ela que ela está errada e sai. No acampamento, Beta pergunta a Alpha sobre Lydia. Alpha então começa a chorar, sendo vista por um sussurrador. Ela o esfaqueia no pescoço, certificando-se de que ninguém a veja ser fraca.
No caminho de volta ao Reino, Daryl, Michonne, Carol e Yumiko encontram Siddiq espancado e ensanguentado, amarrado a uma árvore. Ele aponta para uma colina próxima, que tem dez estacas no chão, cada uma com uma cabeça. O grupo caminha devastado e olha horrorizado para as vítimas: Ozzy, Alek, D.J., Frankie (Elyse Nicole DuFour), Tammy (Brett Butler), Rodney, Addy, Enid, Tara e Henry. Ao verem cada cabeça decepada, flashbacks revelam as pessoas na feira perguntando aos outros onde elas estão. Quando Daryl vê a cabeça de Henry, ele tenta impedir que Carol a veja, mas é tarde demais. Ele conforta Carol e diz para ela não olhar, ela então começa a chorar. Mais tarde, no Reino, Siddiq se dirige à multidão para dar as trágicas notícias. Ele diz a eles que Alpha o deixou vivo para contar a história do mal que aconteceu e para separar as comunidades novamente. Em vez disso, Siddiq conta uma história muito diferente: antes do final, os prisioneiros foram encontrados por Ozzy, Alek e D.J., que lhes deram a chance de viver. Os prisioneiros lutaram até o fim, protegendo-se como uma família, mesmo que alguns deles nem se conhecessem. Embora tenham falhado no final, eles morreram como heróis, e é assim que Siddiq quer que eles sejam lembrados e honrados. Em flashbacks, Ozzy, Alek e D.J. são vistos chegando para ajudar, Tara pega uma faca e mata um sussurrador, enquanto D.J. é pego. Tammy Rose protege Rodney, que ainda está amarrado, Addy e Frankie lutam contra um sussurrador juntas, Enid luta e mata alguns sussurradores usando outra faca. Apesar da perna machucada, Henry se levanta corajosamente. Momentos depois, Alpha chega para interromper a luta.
Alguns dias depois, Daryl e Lydia retornam à fronteira. Lydia deixa o colar que Henry fez para ela no chão embaixo à sua estaca e quando os dois se afastam, flocos de neve começam a cair.

## Produção
| |  |  |
| Katelyn Nacon (esquerda) e Alanna Masterson (direita) fizeram suas últimas aparições regulares na série neste episódio. |  |  |

O episódio foi escrito por Geraldine Inoa e Channing Powell e dirigido por Laura Belsey. 
As cenas finais de The Calm Before tem a morte de vários personagens e espelham uma cena icônica da série de quadrinhos. Enquanto nos quadrinhos, personagens como Ezekiel e Rosita estão entre os decapitados, a série mostrou Tara, Enid e Henry como as principais vítimas. De acordo com o produtor executivo Greg Nicotero, eles sabiam que essa cena iria acontecer na temporada, mas as vítimas só foram escolhidas dois episódios antes. Alanna Masterson disse que só recebeu o telefonema cerca de duas semanas antes das filmagens, enquanto Katelyn Nacon foi avisada pela showrunner Angela Kang no início das filmagens da temporada que Enid poderia deixar o programa no massacre, mas isso não foi confirmado até que eles começassem a ensaiar.
A equipe de roteiristas se alternou ao escrever o episódio para descobrir quais vítimas seriam mais naturais nesse momento, com base em seu estado no universo da série. No caso de Henry, isso foi necessário para consolidar as histórias de Ezequiel, Carol e Daryl, mas para Tara e Enid, Greg Nicotero observou que Tara estava finalmente se tornando mais confortável como líder, enquanto Enid estava em um romance com Alden, de modo que ambas as mortes foram consideradas trágicas. Como as identidades das vítimas foram decididas tão tarde, a produção teve que se apressar para produzir os acessórios principais para as filmagens. Algumas cabeças eram feitas de moldes dos atores e recebiam animatrônicos limitados para fazer suas bocas se moverem. Para Henry, Tara e Enid, eles usaram uma combinação dessas cabeças animatrônicas ao lado de posicionamentos digitais dos próprios atores, representando seus papéis.

## Recepção

### Crítica
The Calm Before recebeu elogios da crítica. No Rotten Tomatoes, o episódio teve uma taxa de aprovação de 91%, com uma pontuação média de 8.6 de 10, com base em 22 avaliações. O consenso crítico diz: "'The Calm Before' exemplifica tudo o que The Walking Dead faz de melhor - afirmando amargamente os laços de uma comunidade improvisada e encontrando vislumbres da humanidade em uma paisagem niilista antes de dar uma reviravolta horrível que deixará os espectadores cambaleando muito tempo depois."
Erik Kain, em sua resenha da Forbes observou o seguinte: "Ainda é um episódio chocante e brutal que ajudou a diluir o elenco inchado de Walking Dead. Tenho certeza de que já disse mais de uma vez que Enid e Tara precisavam sair, e agora eu me sinto um pouco mal com isso. Mas apenas um pouquinho. O elenco se tornou muito pesado, mesmo com várias mortes de personagens." Ron Hogan, do Den of Geek!, em sua revisão disse: "The Walking Dead raramente lida com emoções tensas, preferindo manipular com grandes empurrões e cutucadas. The Calm Before tem isso em pás, mas a equipe criativa é capaz de ligar de volta, espalhando momentos de esperança na frente de Alpha. Ao contrário de Lydia, que foi atraída por ela, ela se sente repulsa e, embora não apareça em seu rosto, ela mostra em suas ações e em sua conversa com Daryl na ponta da espingarda. O mesmo incidente atinge duas pessoas relacionadas de maneira totalmente diferente, e no desenlace do episódio, as próprias coisas que emprestam doçura e felicidade acabam causando a maior dor agridoce."
Jeff Stone, escrevendo para a IndieWire, deu ao episódio um B- dizendo: "A fronteira da decapitação é um grande momento dos quadrinhos, que eu ainda não li. Aparentemente, a fila de vítimas era bem diferente, mas essas mudanças são parecidas. É interessante que o programa se sinta compelido a ficar com esses grandes eventos, mas esteja perfeitamente contente em mudar os personagens. Não importa de quem é a cabeça nessas varas, desde que haja algumas cabeças nas varas. A revelação das vítimas, com pessoas alheias na feira se perguntando sobre o paradeiro de cada personagem, foi particularmente eficaz. Alden procurando Enid na multidão enquanto ele tocava seu número com Luke foi provavelmente o mais devastador."
Alex McLevy escrevendo para o The A.V. Club elogiou o episódio com a nota A- e dizendo: "Na melhor das hipóteses, "The Calm Before" poderia ser um memorial pelo que esse programa tem sido ao se encaminhar para um novo futuro, um lembrete do que foi usado para parecer durante suas épocas mais fortes, antes de reorganizar o tabuleiro de xadrez dos mortos-vivos de seus principais jogadores e mudar a natureza de sua estrutura e histórias. "Warning Signs" mostra que isso é possível, e os sussurradores são uma folha ideal para se envolver em alguns novas maneiras ambiciosas de lidar com esses personagens e comunidades quando elas entram em uma nova era da existência. Realmente, esse programa não demonstrou nada parecido com o tipo de consistência que apontaria para uma manobra assim; continuando sua mistura desigual de melodrama de novela e experimentos intrigantes em emoções pós-apocalípticas e a provável progressão, mas, ao encerrarmos a temporada nove e olharmos para o décimo ano do programa, esse foi um excelente lembrete do que nos fez sintonizar em primeiro lugar."

### Audiência
The Calm Before recebeu uma audiência total de 4.15 milhões de espectadores em sua exibição original na AMC na faixa de 18-49 anos de idade. Foi o programa de TV a cabo com a classificação mais alta da noite, no entanto, teve uma baixa de audiência em relação a semana anterior.